# Rattus mordax
Rattus mordax is een knaagdier dat voorkomt in het oosten van Nieuw-Guinea en op de Conflict Group, Fergusson, Goodenough, Misima, Normanby, Sideia, Sudest en Woodlark, ten zuidoosten van Nieuw-Guinea. Daar komt hij voor in allerlei habitats.
R. mordax is een grote, stekelige rat met brede achtervoeten. De staart is zeer kort. Hij heeft bredere kiezen en een minder roodachtige vacht dan R. praetor. De kop-romplengte bedraagt 167 tot 200 mm, de staartlengte 142 tot 160,5 mm, de achtervoetlenge 33 tot 36 mm, de oorlengte 19 tot 21 mm en het gewicht 190 tot 255 gram.
Er zijn twee ondersoorten:
- Rattus mordax fergussoniensis (Fergusson, Goodenough en Normanby)
- Rattus mordax mordax (vasteland en andere eilanden)

Rattus sanila, een uitgestorven vorm uit Nieuw-Ierland, werd oorspronkelijk als een ondersoort van R. mordax beschreven, maar is later als een aparte soort beschouwd.